# Olympische Sommerspiele 1928/Leichtathletik – 5000 m (Männer)
Der 5000-Meter-Lauf der Männer bei den Olympischen Spielen 1928 in Amsterdam wurde am 31. Juli und 3. August 1928 im Olympiastadion Amsterdam ausgetragen. 38 Athleten nahmen teil.
Olympiasieger wurde der Finne Ville Ritola vor seinem Landsmann Paavo Nurmi. Bronze ging an den Schweden Edvin Wide.

## Bestehende Rekorde
| WR | 14:28,2 min | Paavo Nurmi ( Finnland) | Helsinki, Finnland           | 19. Juni 1924 |
| OR | 14:31,2 min | Paavo Nurmi ( Finnland) | Finale von Paris, Frankreich | 10. Juli 1924 |

Der bestehende olympische Rekord wurde hier in Amsterdam nicht erreicht. Im schnellsten Rennen, dem Finale, blieb der finnische Olympiasieger Ville Ritola um 6,8 Sekunden über diesem Rekord.

## Durchführung des Wettbewerbs
Die Läufer traten am 31. Juli zu drei Vorläufen an. Die jeweils vier besten Läufer – hellblau unterlegt – qualifizierten sich für das Finale, das am 3. August stattfand.

## Vorläufe
Es sind nicht alle Zeiten überliefert.

### Vorlauf 1

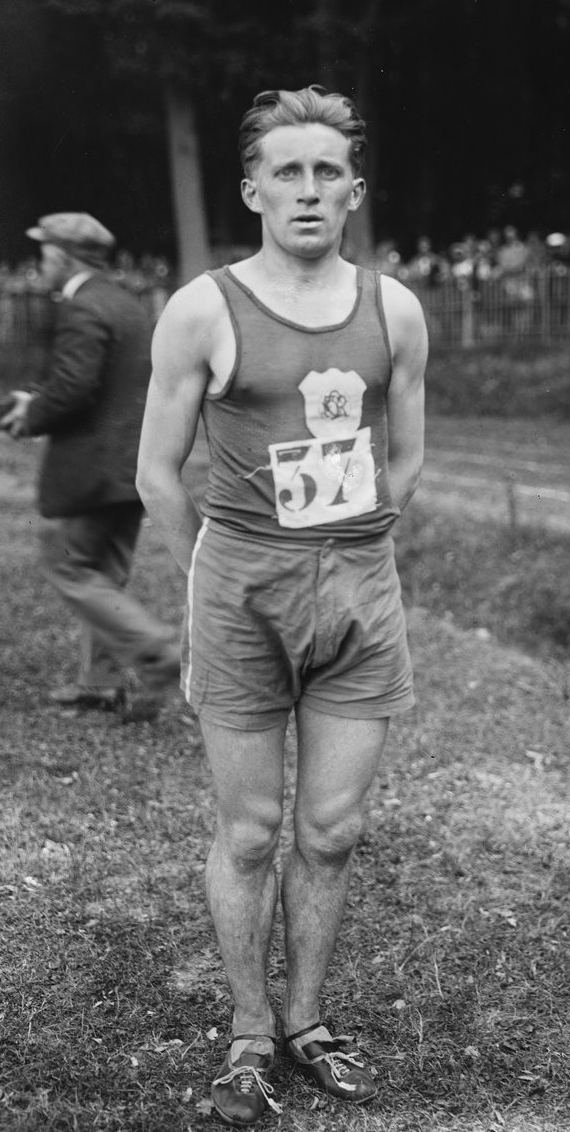
Lucien Duquesne – ausgeschieden als Achter im ersten Vorlauf

Datum: 31. Juli 1928
| Platz | Name                 | Nation           | Zeit        | Anmerkung |
| ----- | -------------------- | ---------------- | ----------- | --------- |
| 1     | Leo Lermond          | USA              | 15:02,6 min |           |
| 2     | Staņislavs Petkēvičs | Lettland         | 15:03,0 min |           |
| 3     | Eino Purje           | Finnland         | 15:03,6 min |           |
| 4     | Ragnar Magnusson     | Schweden         | 15:03,8 min |           |
| 5     | Wally Beavers        | Großbritannien   | k. A.       |           |
| 6     | Carl Petersen        | Dänemark         | 15:13,0 min |           |
| 7     | Frederick Light      | Großbritannien   | k. A.       |           |
| 8     | Lucien Duquesne      | Frankreich       | k. A.       |           |
| 9     | Seghir Beddari       | Frankreich       | k. A.       |           |
| DNF   | Ciro Chapa           | Mexiko           |             |           |
| DNF   | Charles Haworth      | USA              |             |           |
| DNF   | Billy Kibblewhite    | Kanada           |             |           |
| DNF   | Karel Nedobitý       | Tschechoslowakei |             |           |
| DNF   | Julien Serwy         | Belgien          |             |           |
| DNF   | Nol Wolf             | Niederlande      |             |           |

### Vorlauf 2
| Platz | Name             | Nation           | Zeit        | Anmerkung |
| ----- | ---------------- | ---------------- | ----------- | --------- |
| 1     | Nils Eklöf       | Schweden         | 15:07,4 min |           |
| 2     | Ville Ritola     | Finnland         | 15:10,8 min |           |
| 3     | Armas Kinnunen   | Finnland         | 15:10,8 min |           |
| 4     | Brian Oddie      | Großbritannien   | 15:16,0 min |           |
| 5     | Jesús Oyarbide   | Spanien          | 15:22,0 min |           |
| 6     | Roger Pelé       | Frankreich       | k. A.       |           |
| 7     | Willi Boltze     | Deutsches Reich  | 15:33,0 min |           |
| 8     | Jozef Koščak     | Tschechoslowakei | 15:42,0 min |           |
| 9     | Andreas Paouris  | Griechenland     | k. A.       |           |
| 10    | Julius Petraitis | Litauen          | k. A.       |           |
| 11    | Dave Abbott      | USA              | k. A.       |           |
| DNF   | Pieter Gerbrands | Niederlande      |             |           |
| DNF   | George Hyde      | Australien       |             |           |
| DNF   | Art Keay         | Kanada           |             |           |

### Vorlauf 3
| Platz | Name             | Nation          | Zeit        | Anmerkung |
| ----- | ---------------- | --------------- | ----------- | --------- |
| 1     | Macauley Smith   | USA             | 15:04,0 min |           |
| 2     | Edvin Wide       | Schweden        | 15:05,0 min |           |
| 3     | Herbert Johnston | Großbritannien  | 15:06,3 min |           |
| 4     | Paavo Nurmi      | Finnland        | 15:08,0 min |           |
| 5     | Otto Kohn        | Deutsches Reich | k. A.       |           |
| 6     | Arie Klaase      | Niederlande     | k. A.       |           |
| 7     | Arturo Peña      | Spanien         | 15:45,0 min |           |
| 8     | Vincent Callard  | Kanada          | k. A.       |           |
| DNF   | Gurbachan Singh  | Britisch-Indien |             |           |

## Finale
Datum: 3. August 1928
| Platz | Name                 | Nation         | Zeit        | Anmerkung |
| ----- | -------------------- | -------------- | ----------- | --------- |
| 1     | Ville Ritola         | Finnland       | 14:38,0 min |           |
| 2     | Paavo Nurmi          | Finnland       | 14:40,0 min |           |
| 3     | Edvin Wide           | Schweden       | 14:41,2 min |           |
| 4     | Leo Lermond          | USA            | 14:50,0 min |           |
| 5     | Ragnar Magnusson     | Schweden       | 14:59,6 min |           |
| 6     | Armas Kinnunen       | Finnland       | 15:02,0 min |           |
| 7     | Staņislavs Petkēvičs | Lettland       | k. A.       |           |
| 8     | Herbert Johnston     | Großbritannien | k. A.       |           |
| 9     | Brian Oddie          | Großbritannien | k. A.       |           |
| 10    | Macauley Smith       | USA            | k. A.       |           |
| DNF   | Nils Eklöf           | Schweden       |             |           |
| DNF   | Eino Purje           | Finnland       |             |           |

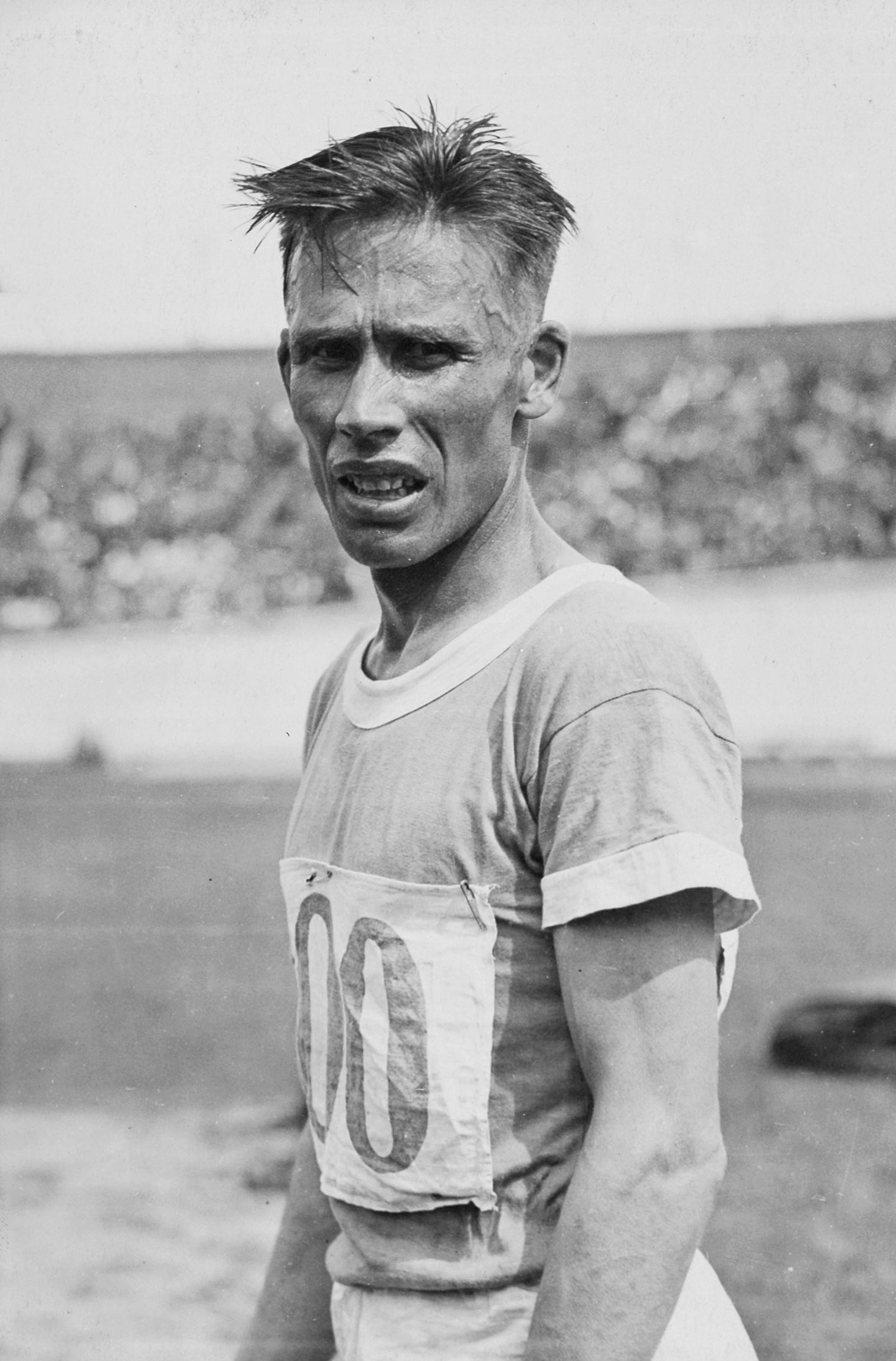
Olympiasieger Ville Ritola

Nichts schien sich geändert zu haben gegenüber der Situation von den letzten Spielen. Die beiden Finnen Paavo Nurmi und Ville Ritola sowie der Schwede Edvin Wide setzten sich nach ca. dreitausend Metern vom restlichen Feld ab und machten die Medaillen unter sich aus. Auf der vorletzten Runde konnten Nurmi und Ritola auch den Schweden abhängen und kämpften um die Goldmedaille. Aber dann kam es doch anders als erwartet. Im Gegensatz zu 1924 und anders als hier fünf Tage zuvor über 10.000 Meter setzte sich Ritola durch und besiegte seinen berühmten Landsmann. Hinterher gab es sogar skeptische Stimmen, welche die Vermutung aufkommen ließen, die finnische Mannschaftsführung habe hier Regie geführt und das Ergebnis beeinflusst. Doch dafür gab es außer Vermutungen nicht die geringsten Anhaltspunkte. Der in seiner Zeit damals sehr bekannte Sportjournalist Willy Meisl bestätigte diesen Eindruck nach einem Gespräch mit Nurmi und Ritola.
Ville Ritola gewann die fünfte und letzte Goldmedaille seiner Karriere.

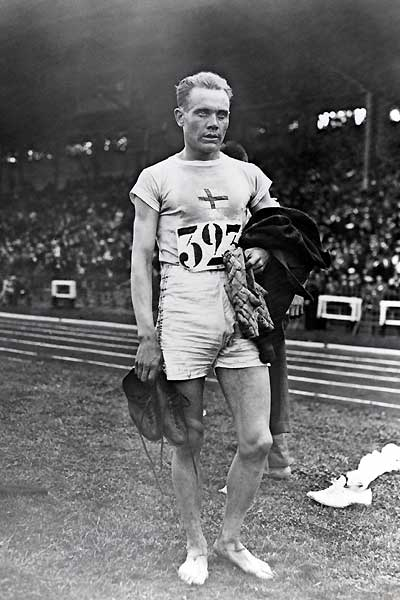
Silber für Paavo Nurmi
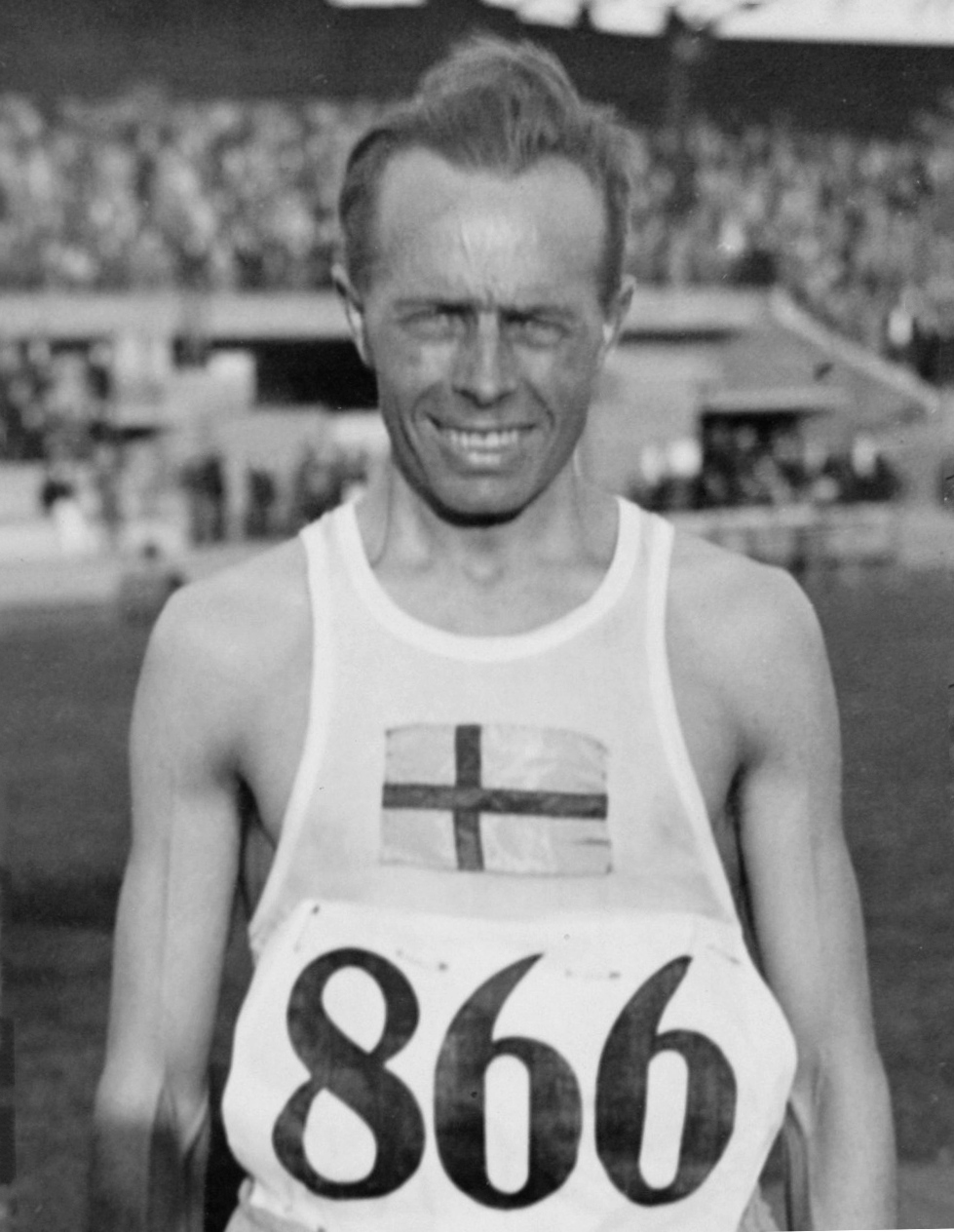
Bronzemedaillengewinner Edvin Wide

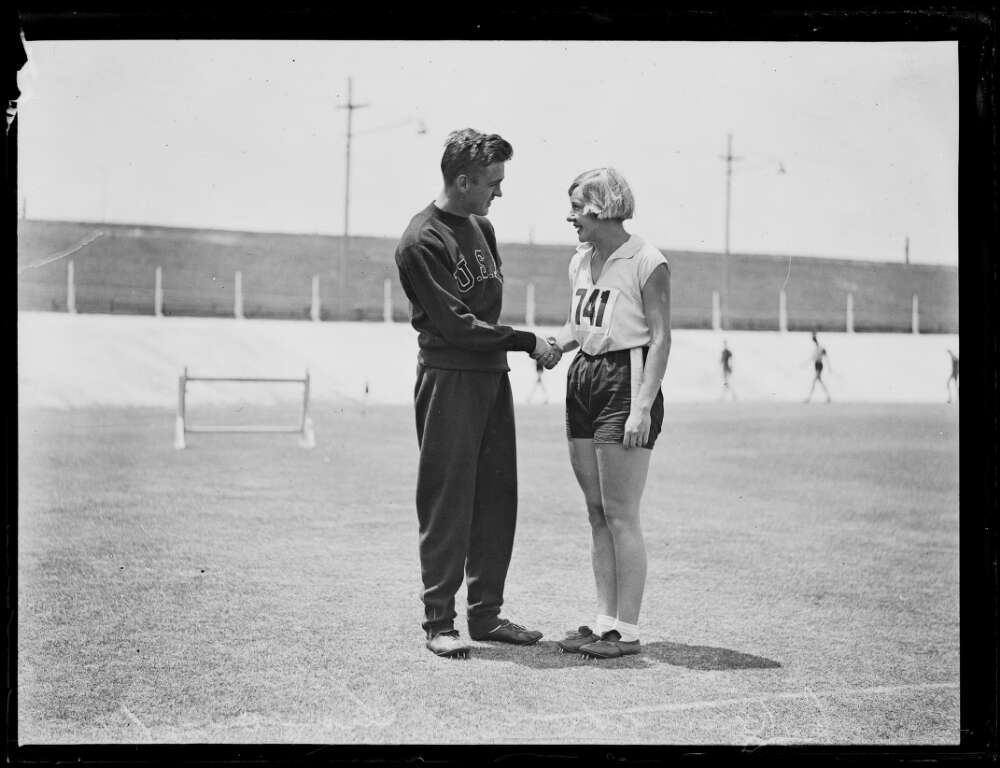
Der Olympiavierte Leo Lermond – hier mit der australischen Sportlerin Clarice Kennedy – erreichte Platz vier
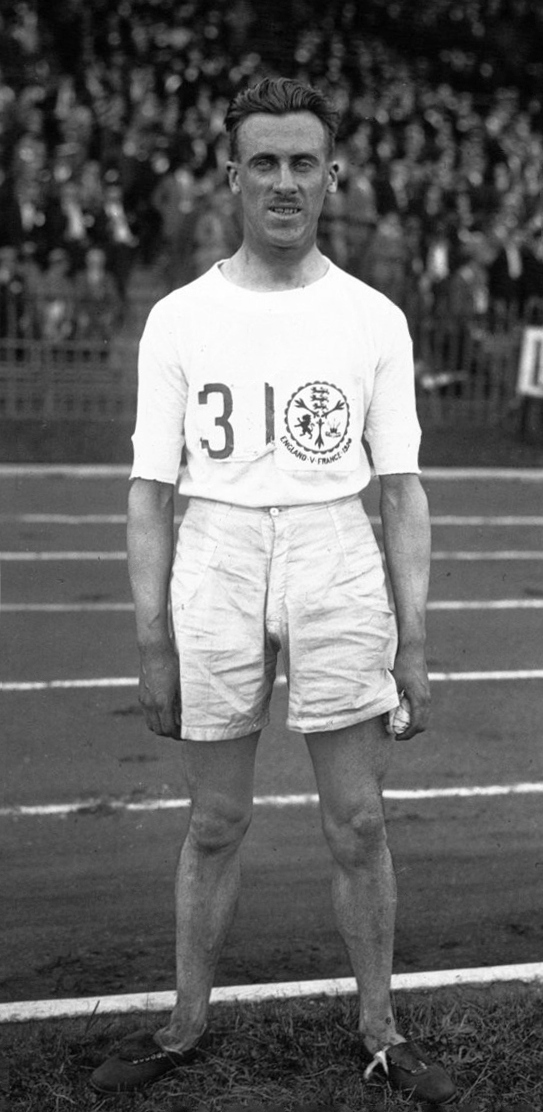
Herbert Johnston belegte Rang acht
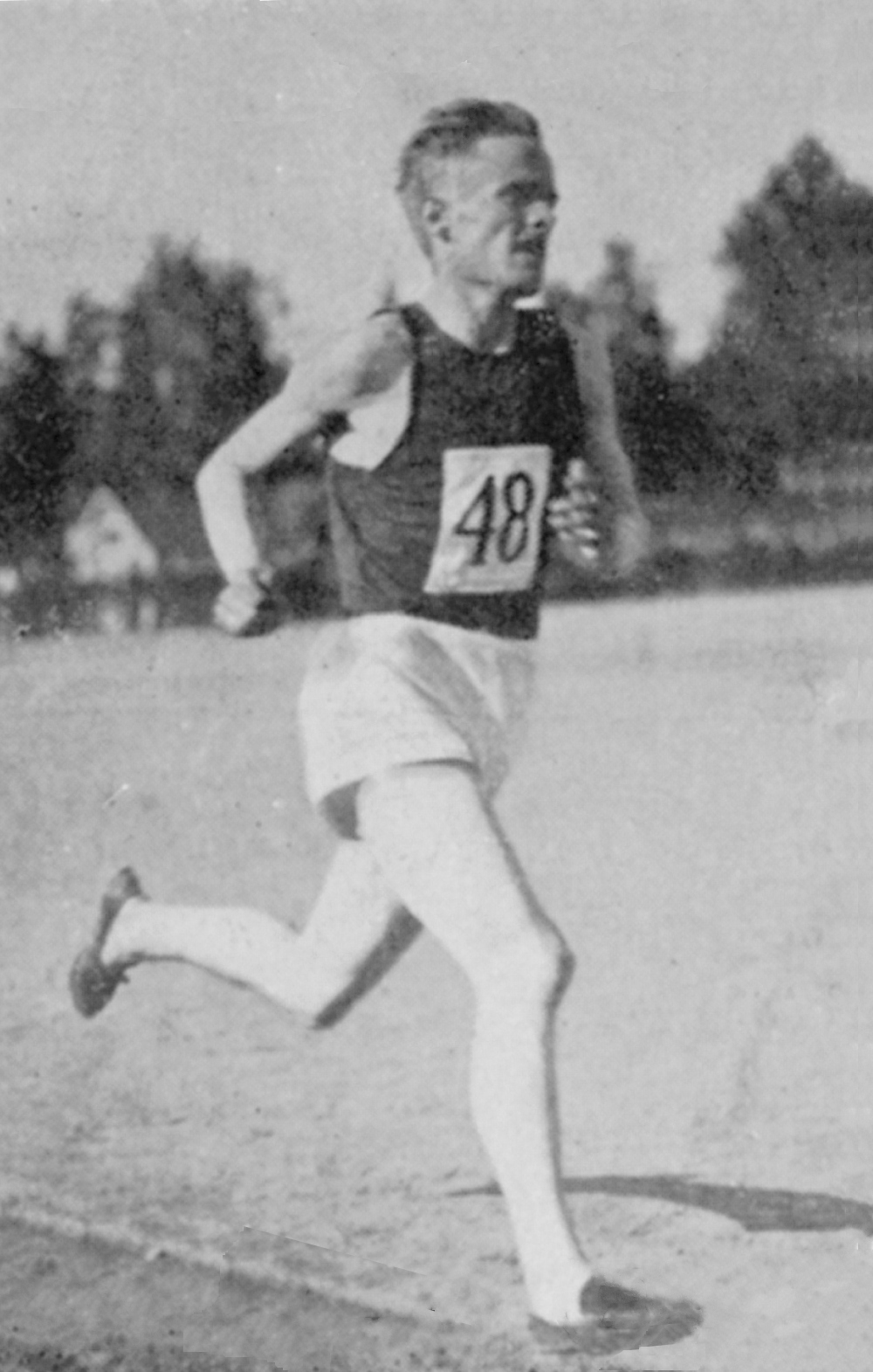
Eino Purje, am Tag zuvor Bronzemedaillengewinner über 1500 Meter, erreichte über 5000 Meter nicht das Ziel

## Video
- Flying Finn Ritola signs off with fifth gold - Amsterdam 1928 Olympic Games, veröffentlicht am 29. Mai 2012 auf youtube.com, abgerufen am 12. September 2017